# Villers-au-Tertre

Villers-au-Tertre este o comună în departamentul Nord, Franța. În 1 ianuarie 2022 avea o populație de 670 de locuitori.